# 영원한 유산
"영원한 유산"은 1980년에 개봉한 대한민국의 영화이다.

## 캐스팅
- 노주현
- 이순재
- 한혜숙
- 전운
- 김길호
- 김승남
- 조학자
- 김지영
- 김예성
- 안진수
- 최삼
- 나갑성
- 신찬일
- 천동석
- 박정민
- 최수웅
- 전현
- 박근형 (특별출연)